# Spirostreptus integer
Spirostreptus integer är en mångfotingart som beskrevs av Karsch 1884. Spirostreptus integer ingår i släktet Spirostreptus och familjen Spirostreptidae. Inga underarter finns listade i Catalogue of Life.